# 瑤池

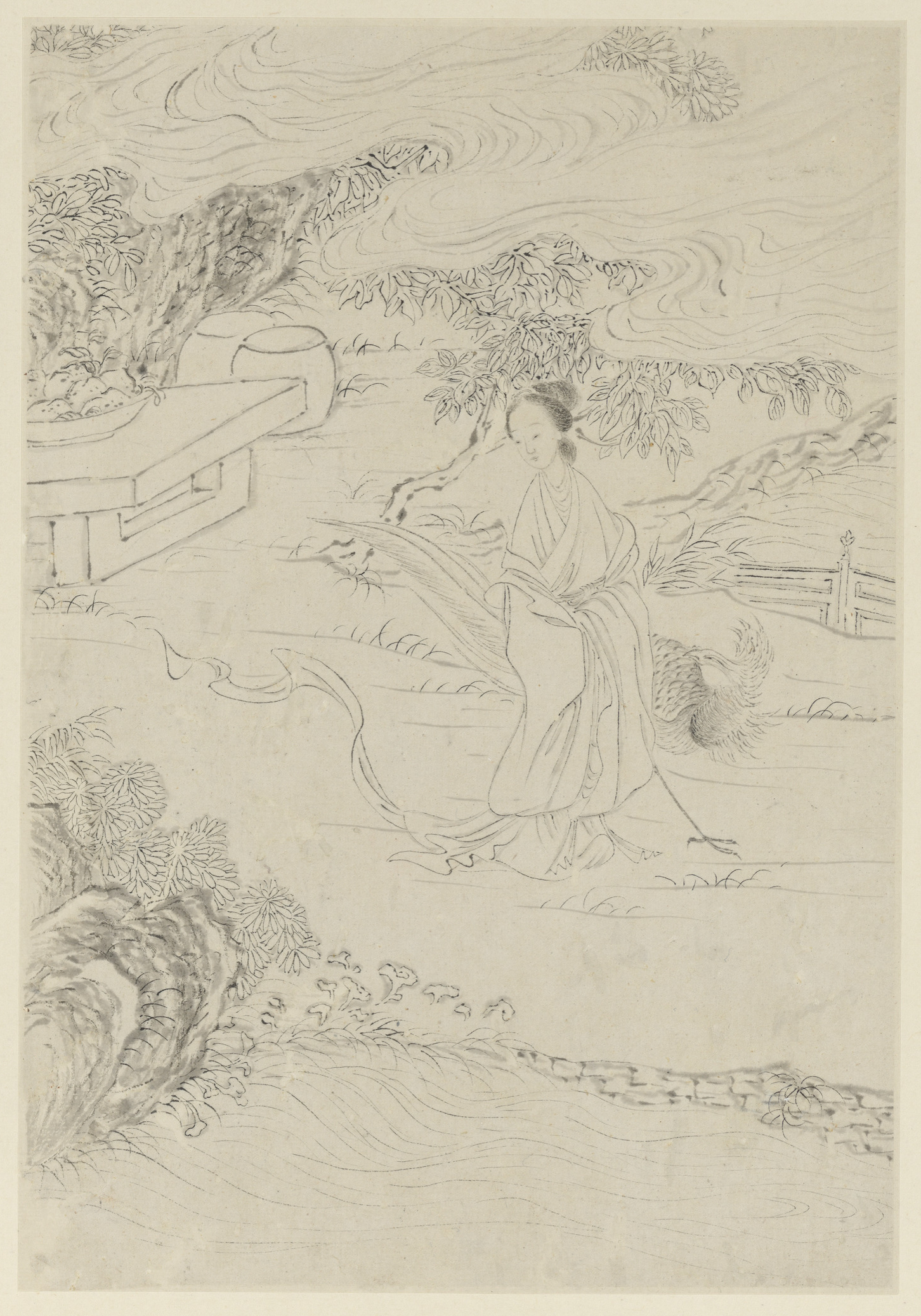
王母瑤池，清改琦繪

瑤池（又称作西池、玉池）是中国神话传说中西王母所居住的仙境，位于昆仑山上。在郭璞《山海经校注》上曾经记载：“西王母虽以昆仑为宫，亦自有离宫别窟，游息之处，不专住一山也。”意思是说，西王母的居住地点，也就是所谓的瑶池，应该不止一处天界第一重天，极南之尽。乃王母颐养生息之天庭别府，名为——别有洞天，此亦是瑶池之所在。另一種說法是瑤池位於泰山，又稱作“王母池”。
在《穆天子傳》中，西王母在瑤池宴請了周穆王。而在後世的神話傳說中，王母娘娘在瑤池開設蟠桃會，各路神仙紛紛趕赴瑤池，為王母娘娘祝壽。
自称瑶池的湖泊有很多处：
- 青海湖
- 德令哈市褡链湖
- 孟达天池
- 黑海（昆仑河源头）